# Menschen hinter Gittern
Pour plus de détails, voir Fiche technique et Distribution.
Menschen hinter Gittern (en français, Des personnes derrière les barreaux) est un film américain réalisé par Paul Fejos, sorti en 1931.
Il s'agit de la version germanophone de Big House, film américain réalisé par George W. Hill, sorti en 1930.

## Synopsis
Kent reconnu coupable d'homicide involontaire commis sous l'alcool et qui clame son innocence est dans une prison surpeuplée où l'on ne traite pas correctement les détenus. Il y rencontre de vieux briscards comme Morgan et l'intraitable Butch, son compagnon de cellule. Mais le système est punitif, il divise et amène au pire : il y a une tentative planifiée de longue date pour briser les prisonniers qui ne peut se produire sans qu'il y ait de victimes.

## Fiche technique
- Titre : Menschen hinter Gittern
- Réalisation : Paul Fejos
- Scénario : Frances Marion, E.W. Brandes, Walter Hasenclever, Ernst Toller
- Direction artistique : Cedric Gibbons
- Costumes : David Cox
- Photographie : J. Peverell Marley, Harold Wenstrom
- Son : Douglas Shearer
- Montage : Blanche Sewell
- Production : Irving Thalberg
- Sociétés de production : Cosmopolitan Productions
- Société de distribution : Metro-Goldwyn-Mayer
- Pays de production :  États-Unis
- Langue : allemand
- Format : Noir et blanc - 1,20:1 - Mono - 35 mm
- Genre : Drame
- Durée : 109 minutes
- Dates de sortie :
  - République de Weimar : 24 juin 1931.
  - Pays-Bas : 2 octobre 1931.
  - France : 3 février 1933[1].

## Distribution
- Heinrich George : Butch
- Egon von Jordan : Kent Marlow
- Gustav Diessl : Morris
- Peter Erkelenz : Le directeur de la prison
- Karl Etlinger : Le gardien de prison
- Herman Bing : L'avocat
- Dita Parlo : Annie Marlow
- Adolf Edgar Licho : Le père d'Annie
- Paul Morgan : Putnam
- Anton Pointner : Wallace, le surveillant
- Hans Heinrich von Twardowski : Oliver

## Source de la traduction
- (de) Cet article est partiellement ou en totalité issu de l’article de Wikipédia en allemand intitulé « Menschen hinter Gittern (1931) » (voir la liste des auteurs).